# 프타호텝

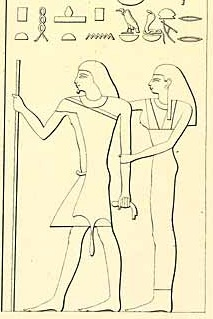

프타호텝(Ptahhotep)은 이집트 제5왕조에 있었던 도시 관리자이자 고관이었다.

## 개요
프타호텝은 이집트 5왕조의 7번째 통치자인 파라오 제드카레 치세에 있었던 고관이다. Akhethotep이라는 아들이 있었으며 그 역시 고관이었다. 프타호텝의 무덤은 마스타바에 소재지가 있다. 프타호텝은 그가 저술한 <프타호텝의 잠언>으로 잘 알려져 있다.

## 프타호텝의 잠언
Carole Fontaine이라는 고고학자를 포함한 여러 학자들은 <프타호텝의 잠언>이 그의 첫 저술이라고 믿었다. 그는 이집트의 지혜 문학이라는 중심 개념을 여신 마트로부터 도입하였다. <프타호텝의 잠언>에는 부부생활부터 시작하여 정치관료들의 처신, 진리에 대한 탐구 등 광범위한 주제가 제시되어 있다. 프타호텝의 손자가 수집하고 정리하여 편찬한 것으로 인정되며, 약 4300년 전에 집필된 것으로 판단된다. 현재 이 파피루스 서책은 루브르 박물관에 보관되어 있다.